# Zelimchan Achmadow
Zelimchan Achmadow (ros. Зелимхан Ахмадов) – rosyjski zapaśnik w stylu wolnym pochodzenia osetyjskiego. Startował w kategorii do 63 kg. Trzeci w Pucharze Świata w 2000; czwarty w 1996 roku. Medalista Igrzysk Wojskowych; srebrny w 1995, brązowy na Mistrzostwach Świata Wojskowych w 1997 roku.
Zawodnik klubu PRO-Ałanija z Osetii Północnej. Mistrz Rosji w 1995 i 1996; drugi w 2000; trzeci w 2004 roku.